# محمدرضا آل ابراهیم
 محمد رضا آل ابراهیم ، پژوهشگر و نویسنده، (زاده ۱ آبان ۱۳۳۰) در شهرستان استهبان در استان فارس به دنیا آمد. پژوهش‌های آل ابراهیم در زمینه فرهنگ، ادبیات و تاریخ شهرستان استهبان در قالب بیش از ۵۰ جلد کتاب به انتشار رسیده‌است.

## تحصیلات
آل ابراهیم تحصیلات ابتدایی، راهنمایی و دبیرستان خود را در استهبان گذراند و در سال ۱۳۴۹ پس از اخذ دیپلم به سربازی رفت.
آل ابراهیم در سال ۱۳۵۱ به آموزگاری در مقطع ابتدایی مشغول شد و این حرفه را تا بازنشستگی خود در سال ۱۳۸۰ و در مقطع راهنمایی ادامه داد. آل ابراهیم دارای دو مدرک کارشناسی در رشته علومِ تربیتی (مدیریت و برنامه‌ریزی) و رشته زبان و ادبیات فارسی است.

## همایش‌ها و جشنواره‌ها
آل ابراهیم دبیر نخستین جشنواره داستان‌نویسی استانی «سته بان» در ۲۸ آبان ۱۳۸۸ بوده‌است. او همچنین دبیر همایش شمس اصطهباناتی در اسفندماه ۱۳۸۹ در استهبان و جشنواره کشوری افسانه‌های مردم ایران برگزار شده در نوزدهم اسفند ۱۳۹۰ در استهبان بوده‌است. سيمين دانشور نويسنده مشهور شيرازى در نامه اى كه در بيستم  آبان ماه ١٣٧٩ به  اين نويسنده و پژوهشگر نوشت  از وى تجليل كرده است.

## آثار

### زندگی‌نامه‌ها
- شورش، زندگی و مبارزات کریم پور شیرازی، علی‌اشرف درویشیان، محمدرضا آل ابراهیم، نشر چشمه، ۱۳۸۳.
- شهید رابع (شهید راه آزادی) محمدباقر اصطهباناتی: نگرشی کوتاه بر زندگی، مبارزه، آثار، اشعار و …، محمدرضا آل ابراهیم، سته بان، ۱۳۸۴.
- قاضی عضدالدین ایجی استاد حافظ، محمدرضا آل ابراهیم، سته بان، ۱۳۸۴.
- اردشیر بابکان، زاده بختگان، محمد رضا آل ابراهیم، سته بان، ۱۳۸۷.
- بهارستان (بهار استهبان)، محمد رضا آل ابراهیم (پژوهشگر و گردآورنده)، سته بان، ۱۳۹۱.
- شیخ مغربی: نگرشی کوتاه بر زندگی و گزیدهٔ اشعار محمد شیرین (شمس) مغربی، محمدرضا آل ابراهیم، سته بان، ۱۳۸۴.
- شیخ علی نقی اصطهباناتی، محمد رضا آل ابراهیم، سته بان، 1400.
- گفت و گوی نسیم با پدر، محمد رضا آل ابراهیم، سته بان، 1400

### فرهنگ مردم
- کتابشناسی مردم استهبان، محمد رضا آل ابراهیم، سته بان، ۱۳۸۲.
- فرهنگ مردمِ استهبان در محرم، رمضان و طلب باران، محمدرضا آل‌ابراهیم، انتشارات سته‌بان، ۱۳۸۵.
- مراسم عروسی و ترانه‌های رایج آن در استهبان، محمدرضا آل ابراهیم (گردآورنده)، سته بان، ۱۳۸۶.
- بازی‌های محلی استهبان، محمدرضا آل ابراهیم (گردآورنده)، سته بان، ۱۳۸۶.
- آثار باستانی، امکان مذهبی و گردشگاه‌ها در استهبان، محمد رضا آل ابراهیم (پژوهشگر و گردآورنده)، سته بان، ۱۳۸۷.
- ضرب‌المثل‌های سابُناتی، محمدرضا آل‌ابراهیم (گردآورنده)، سته بان، ۱۳۹۴.
- تاریخ و جغرافیای استهبان، محمدرضا آل‌ابراهیم، سته بان، ۱۳۹۳.
- انجیر و انجیرکاری در استهبان، محمدرضا آل‌ابراهیم، سته بان، ۱۳۹۳.
- انگور و انگورکاری در استهبان، محمدرضا آل‌ابراهیم، سته بان، ۱۳۹۳.
- بادام و زعفران در استهبان، محمدرضا آل‌ابراهیم، سته بان، ۱۳۹۳.
- باورهای عامیانهٔ مردم استهبان، محمدرضا آل‌ابراهیم، سته بان، ۱۳۹۳.
- دعاها و نفرین‌ها در استهبان، محمدرضا آل‌ابراهیم، سته بان، ۱۳۹۳.
- پیشینهٔ نمایش در استهبان، محمدرضا آل‌ابراهیم، سته بان، ۱۳۹۳.
- بهشتکان پنهان در نی‌ریز، محمدرضا آل‌ابراهیم، سته بان، ۱۳۹۳.
- استهبان در منابع تاريخي، محمدرضا آل‌ابراهیم (گردآورنده)، سته‌بان، 1399.
- نوروز دراستهبان محمدرضا آل‌ابراهیم، سته‌بان، 1400.
- میرآبی در استهبان محمدرضا آل‌ابراهیم، سته‌بان، 1400.

### پژوهش، تصحیح و گردآوری متون
- شمس اصطهباناتی، محمدرضا آل ابراهیم (گردآورنده)، سته بان، ۱۳۸۵.
- عارف اصطهباناتی (مجموعه اشعار محمدعلی منوچهری)، محمدرضا آل ابراهیم (گردآورنده)، محمدعلی منوچهری (شاعر)، سته بان، ۱۳۸۵.
- شاهکار عشق یا شور عاشورا (اشعار شمس اصطهباناتی)، محمدرضا آل ابراهیم (به کوشش)، سته بان، ۱۳۸۵.
- غزلیات شمسِ اصطهباناتی، محمدرضا آل ابراهیم (به‌کوشش)، سته بان، ۱۳۸۷.
- محیا، درویش کشاورزیان، محمدرضا آل ابراهیم (پژوهش و گردآوری)، سته بان، ۱۳۸۷.
- اشعار وفادار (مجموعهٔ شعر و اشعار محلی)، محمدرضا آل ابراهیم (گردآورنده)، اصغر وفادار (شاعر)، سته بان، ۱۳۸۹.
- نوحه‌های شمس اصطهباناتی / محمد شمس اصطهباناتی، محمد رضا آل ابراهیم (پژوهشگر و گردآورنده)، سته بان، ۱۳۹۱.
- شکوفه‌های کهکشان، قاسم کهکشانی، محمدرضا آل ابراهیم (پژوهش و گردآوری)، سته بان ۱۳۹۲.
- سفرنامه خوبیار (سفرنامه حج) غلامعباس خوبیار، محمدرضا آل ابراهیم (پژوهش و تصحیح)، سته بان، ۱۳۹۲.
- نسیم محبت (مجموعه شعر) محمود روشنعلی، محمدرضا آل ابراهیم (پژوهش و گردآوری)، سته بان، ۱۳۹۲.
- امین فقیری را دوست دارم، محمدرضا آل ابراهیم (به کوشش)، سته بان، ۱۳۹۴.
- حیدربگ نامی، محمدرضا آل ابراهیم (به کوشش)، سته بان، ۱۳۹۴.
- افسانه‌های خانم معلمان، محمدرضا آل‌ابراهیم (گردآورنده)، سته بان، ۱۳۹۴.
- افسانه‌های سرباز معلم، محمدرضا آل‌ابراهیم (گردآورنده)، سته بان، ۱۳۹۴.
- فرهنگ افسانه‌های مردم استهبان، محمدرضا آل ابراهیم (گردآورنده)، جلد يكم، سته بان ۱۳۹۵.
- فرهنگ افسانه‌های مردم استهبان، محمدرضا آل ابراهیم (گردآورنده)، جلد دوم، سته بان ۱۳۹۵.
- فرهنگ افسانه‌های مردم استهبان، محمدرضا آل ابراهیم (گردآورنده)، جلد سوم، سته بان ۱۳۹۵.
- فرهنگ افسانه‌های مردم استهبان، محمدرضا آل ابراهیم (گردآورنده)، جلد چهارم، سته بان ۱۳۹۵.
- فرهنگ افسانه‌های مردم استهبان، محمدرضا آل ابراهیم (گردآورنده)، جلد پنجم، سته بان ۱۳۹۵.
- فرهنگ افسانه‌های مردم استهبان، محمدرضا آل ابراهیم (گردآورنده)، جلد ششم، سته بان ۱۳۹۵.
- فرهنگ افسانه‌های مردم استهبان، محمدرضا آل ابراهیم (گردآورنده)، جلد هفتم، سته بان ۱۳۹۵.
- نخستین‌ها در استهبان، محمدرضا آل ابراهیم (به کوشش)، سته بان، ۱۳۹۷.
- گزارش هفتگی انجمن داستان‌نویسی استهبان ۱۳۹۵، محمدرضا آل ابراهیم (به کوشش)، سته بان، ۱۳۹۶.
- گزارش هفتگی انجمن داستان‌نویسی استهبان۱۳۹۶ ، محمدرضا آل ابراهیم (به کوشش)، سته بان، ۱۳۹۷ .
- گزارش هفتگی انجمن داستان‌نویسی استهبان ۱۳۹۷ ، محمدرضا آل ابراهیم (به کوشش)، سته بان، ۱۳۹۸
- گزارش هفتگی انجمن داستان‌نویسی استهبان ۱۳۹8 و 1399 ، محمدرضا آل ابراهیم (به کوشش)، سته بان، 1400

### داستان‌نویسی
- داستان‌های سته بان (مجموعه داستان) (دفتر یکم)، محمدرضا آل ابراهیم (گردآورنده)، سته بان، ۱۳۷۶.
- داستان‌های سته بان (مجموعه داستان) (دفتر دوم)، محمدرضا آل ابراهیم (گردآورنده)، سته بان، ۱۳۷۷.
- داستان‌های سته بان (مجموعه داستان) (دفتر سوم)، محمدرضا آل ابراهیم (گردآورنده)، سته بان، ۱۳۷۸.
- داستان‌های سته بان (مجموعه داستان) (دفتر چهارم)، محمدرضا آل ابراهیم (گردآورنده)، سته بان، ۱۳۷۹
- داستان‌های سته بان (مجموعه داستان) (دفتر پنجم)، محمدرضا آل ابراهیم (گردآورنده)، سته بان، ۱۳۸۰.
- داستان‌های سته بان (مجموعه داستان) (دفتر ششم)، محمدرضا آل ابراهیم (گردآورنده)، سته بان، ۱۳۸۲.
- داستان‌های سته بان (مجموعه داستان) (دفتر هفتم)، محمدرضا آل ابراهیم (گردآورنده)، سته بان، ۱۳۸۴.
- داستان‌های سته بان (مجموعه داستان) (دفتر هشتم)، محمدرضا آل ابراهیم (گردآورنده)، سته بان، ۱۳۸۶.
- داستان‌های سته بان (۹) (ویژه جشنواره استانی داستان کوتاه)، محمدرضا آل ابراهیم (گردآورنده)، سته بان، ۱۳۸۸.
- داستان‌های سته بان (مجموعه داستان) (دفتر دهم)، محمدرضا آل ابراهیم (گردآورنده)، سته بان، ۱۳۹۰.
- داستان‌های سته بان (مجموعه داستان) (دفتر يازدهم)، محمدرضا آل ابراهیم (گردآورنده)، سته بان، ۱۳۹۷.
- داستان‌های سته بان (مجموعه داستان) (دفتر دوازدهم)، محمدرضا آل ابراهیم (گردآورنده)، سته بان، ۱۳۹۷.
- داستان‌های سته بان (مجموعه داستان) (دفتر سیزدهم)، محمدرضا آل ابراهیم (گردآورنده)، سته بان، 1400
- شب سمور (مجموعه داستان)، محمدرضا آل ابراهیم (گردآورنده)، سته بان، ۱۳۸۹.
- لب تنور (مجموعه داستان)، محمدرضا آل ابراهیم، سته بان، ۱۳۸۹.

### شعر
- باران سر ایستادن نداشت، محمدرضا آل ابراهیم، سته بان، ۱۳۹۴.
- پَناری (دوبیتی و رباعی)، ، محمدرضا آل ابراهیم، سته بان، 1400.

### خاطرات سفر
- سفر به سوریه، محمدرضا آل‌ابراهیم، سته بان، ۱۳۹۳.
- سفر به شهداد، محمدرضا آل‌ابراهیم، سته بان، ۱۳۹۳.
- سفر به مشهد، محمدرضا آل‌ابراهیم، سته بان، ۱۳۹۳.

### معرفی کتاب
- نگاهی به پنجاه کتاب، محمدرضا آل ابراهیم، سته بان، ۱۳۹۴.
- نگاهی به بیست و چهار کتاب، محمدرضا آل ابراهیم، سته بان، ۱۳۹۴.
- نگاهی به بیست و شش کتاب، محمدرضا آل ابراهیم، سته بان، ۱۳۹۸.
- نگاهی به كتاب «سال‌هاي ابري»، محمدرضا آل ابراهیم، سته بان، 1400.